# جان منینگ
جان منینگ (انگلیسی: John Manning؛ (زادهٔ ۱۱ دسامبر ۱۹۴۰ – درگذشتهٔ ۱۷ فوریهٔ ۲۰۲۱) بازیکن فوتبال اهل بریتانیا بود.
از باشگاه‌هایی که در آن بازی کرد می‌توان به باشگاه فوتبال بولتون واندررز، باشگاه فوتبال ترانمره راورز، باشگاه فوتبال والسال، باشگاه فوتبال شروزبری تاون، و باشگاه فوتبال لیورپول اشاره کرد.